# Campionat del món de rem de 2008
El campionat del món de rem de 2008 va ser el campionat del món que es van celebrar entre el 22 i el 27 de juliol de 2008, juntament amb el Campionat del món de rem júnior a Ottensheim, prop de Linz (Àustria). Com que 2008 era any olímpic pel rem, el campionat del món no va incloure categories olímpiques programades pels Jocs Olímpics de Pequín, així com les adaptades als Jocs Paralímpics.

## Resultats

### Masculí
| Categoria: | Or: | Temps   | Plata: | Temps   | Bronze: | Temps   |
| M2+        | Canadà · Gabriel Bergen (b) · James Dunaway (s) · Mark Laidlaw (c) | 7:06.69 | França · Sébastien Lente (b) · Benjamin Lang (s) · Benjamin Manceau (c) | 7:08.64 | Austràlia · Nick Baxter (b) · Fergus Pragnell (s) · Hugh Rawlinson (c) | 7:09.30 |
| LM1x       | Nova Zelanda · Duncan Grant | 6:52.38 | Països Baixos · Jaap Schouten | 6:52.73 | Grècia · Ilias Pappas | 6:55.00 |
| LM2-       | Grècia · Nikolaos Gkountoulas (b) · Apostolos Gkountoulas (s) | 6:40.92 | Itàlia · Andrea Caianiello (b) · Armando Dell'Aquila (s) | 6:42.88 | Sèrbia · Goran Nedeljković (b) · Miloš Tomić (s) | 6:45.25 |
| LM4x       | Itàlia · Franco Sancassani (b) · Daniele Gilardoni (2) · Stefano Basalini (3) · Daniele Danesin (s)                                                                                         | 5:57.30 | França · Rémi Di Girolamo (b) · Jérémie Azou (2) · Fabrice Moreau (3) · Pierre-Étienne Pollez (s) | 5:57.56 | Alemanya · Stephan Schad (b) · Knud Lange (2) · Felix Övermann (3) · Michael Wieler (s) | 5:59.50 |
| LM8+       | Estats Units · Simon Carcagno (b) · Andrew Bolton (2) · Colin Farrell (3) · Mike Altman (4) · Pat Todd (5) · Will Daly (6) · Thomas Paradiso (7) · Matt Muffelman (s) · Ned del Guercio (c) | 5:50.29 | Alemanya · Matthias Veit (b) · Marc Rippel (2) · Johann-Sebastian Diemann (3) · Jonas Schützeberg (4) · Matthias Schömann-Finck (5) · Adrian Bretting (6) · Olaf Beckmann (7) · Axel Schuster (s) · Martin Sauer (c) | 5:51.69 | Països Baixos · Pieter Rom Colthoff (b) · Diederick van den Bouwhuijsen (2) · Reinoud de Groot (3) · Dennis Beemsterboer (4) · Rutger Bruil (5) · Jolmer van der Sluis (6) · Maarten Tromp (7) · Maarten de Boer (s) · Ryan den Drijver (c) | 5:52.37 |

### Femení
| Categoria: | Or:                                                                                                | Temps   | Plata:                                                                                           | Temps   | Bronze:                                                                                          | Temps   |
| W4-        | Belarús · Hanna Nakhayeva (b) · Volha Shcharbachenia (2) · Natallia Helakh (3) · Yuliya Bichyk (s) | 6:39.89 | Estats Units · Karen Colwell (b) · Stesha Carle (2) · Sarah Trowbridge (3) · Esther Lofgren (s)  | 6:43.56 | Dinamarca · Maria Pertl (b) · Lisbet Jakobsen (2) · Fie Graugaard (3) · Lea Jakobsen (s)         | 6:44.69 |
| LW1x       | Suïssa · Pamela Weisshaupt                                                                         | 7:43.26 | Irlanda · Sinead Jennings                                                                        | 7:43.81 | Croàcia · Mirna Rajle Brodanac                                                                   | 7:47.15 |
| LW4x       | Austràlia · Ingrid Fenger (b) · Bronwen Watson (2) · Miranda Bennett (3) · Alice McNamara (s)      | 6:36.41 | Polònia · Monika Myszk (s) · Magdalena Kemnitz (2) · Weronika Deresz (3) · Ilona Mokronowska (s) | 6:39.38 | Estats Units · Elizabeth Peters (b) · Wendy Tripician (2) · Rebecca Smith (3) · Hannah Moore (s) | 6:40.77 |

## Medaller
| Posició | Estat         | Or | Plata | Bronze | Total |
| ------- | ------------- | -- | ----- | ------ | ----- |
| 1       | Estats Units  | 1  | 1     | 1      | 3     |
| 2       | Itàlia        | 1  | 1     | 0      | 2     |
| 3       | Austràlia     | 1  | 0     | 1      | 2     |
| 3       | Grècia        | 1  | 0     | 1      | 2     |
| 5       | Belarús       | 1  | 0     | 0      | 1     |
| 5       | Canadà        | 1  | 0     | 0      | 1     |
| 5       | Nova Zelanda  | 1  | 0     | 0      | 1     |
| 5       | Suïssa        | 1  | 0     | 0      | 1     |
| 9       | França        | 0  | 2     | 0      | 2     |
| 10      | Alemanya      | 0  | 1     | 1      | 2     |
| 10      | Països Baixos | 0  | 1     | 1      | 2     |
| 12      | Irlanda       | 0  | 1     | 0      | 1     |
| 12      | Polònia       | 0  | 1     | 0      | 1     |
| 14      | Croàcia       | 0  | 0     | 1      | 1     |
| 14      | Dinamarca     | 0  | 0     | 1      | 1     |
| 14      | Sèrbia        | 0  | 0     | 1      | 1     |
| Total   | Total         | 8  | 8     | 8      | 24    |